# 福井県立三国高等学校
福井県立三国高等学校（ふくいけんりつ みくにこうとうがっこう、英: Fukui Prefectural Mikuni High School）は、福井県坂井市三国町に所在する公立の高等学校。通称は「三高（さんこう）」。

## 概要
1909年（明治42年）に設立された坂井郡立女子実業学校（後、福井県立三国高等女学校）および1923年（大正12年）に設立された福井県立三国中学校を前身として、学制改革時の1948年（昭和23年）に統合・設立された。福井県立では旧制中学および高等女学校を前身とする数少ない高校である。
統合後、旧三国中学校の校地に三国高等学校が置かれ、旧三国高等女学校の校地に新制の三国町立三国中学校が置かれた。
現在は普通科のみであるが、設立当初は、普通科、商業科、家政科が置かれていた。かつては夜間定時制課程もあったが、1976年（昭和51年）に募集停止している。1991年に本校へ統合されるまで川西分校が存在していた。

## 校訓・教育目標
校訓
「心高かれ」
教育目標
高い志を持って自律的に行動し、地域や社会の発展に貢献できる人を育成する。

## 沿革

### 前身校
- 1909年（明治42年）4月 - 坂井郡立女子実業学校創設。
- 1922年（大正11年）4月 - 福井県立三国中学校創設。
- 1923年（大正12年）4月 - 郡制廃止により県へ移籍、福井県立三国実業女学校と改称。
- 1926年（大正15年）4月 - 組織を変更し福井県立三国高等女学校と改称。
- 1946年（昭和21年）4月 - 災禍に遭って中学校全校舎が焼失。

### 福井県立三国高等学校
- 1948年（昭和23年）
  - 4月 - 学制改革により福井県立三国中学校および福井県立三国高等女学校を総合して福井県三国高等学校が設立。
  - 6月 - 定時制高等学校を本校並びに鶉村に併設（鶉分校男子・農業コース、同女子・被服コース）。
- 1953年（昭和28年）12月 - 鶉分校に農業実習教練竣工（本校の旧校舎135㎡を移転）。
- 1954年（昭和29年）4月 - 定時制（昼間部）廃止。
- 1959年（昭和34年）
  - 4月 - 町村合併に伴い鶉分校を川西分校と改称。川西分校に独立校舎1棟竣工（旧鯖江女子師範寄宿舎移転）。
  - 5月 - 本館落成（木造）。
- 1962年（昭和37年）
  - 9月 - 新体育館竣工
  - 10月 - 川西分校農業実習教練半焼。
- 1963年（昭和38年）4月 - 家庭科を家政科に改称。
- 1964年（昭和39年）3月 - 川西分校に農業実習教練竣工。
- 1965年（昭和40年）
  - 3月 - 本校夜間定時制給食堂竣工。
  - 4月 - 川西分校昼間定時制より全日制普通科に移行（男子・農業コース、女子・被服コース、1968年3月廃止）。
  - 5月 - 川西分校一部増改築竣工（音楽・理科兼用室、宿値室、応接室）。
- 1966年（昭和41年）4月 - 文部省指定生徒指導研究推進校に指定される。
- 1967年（昭和42年）
  - 3月 - 本校外運動場拡張造成。
  - 8月 - 本校25メートルプール竣工。
  - 10月 - 川西分校校舎一部増改築（生徒玄関、更衣室、便所）。
  - 11月 - 文部省指定生徒指導研究発表を行う。
- 1968年（昭和43年）3月 - 定時制屋外運動場夜間照明竣工。
- 1969年（昭和44年）9月 - 緑陵会館竣工。
- 1970年（昭和45年）
  - 1月 - 新体育館照明増設。
  - 12月 - 川西分校農舎竣工。
- 1971年（昭和46年）
  - 1月 - 部道場竣工。
  - 8月 - 川西分校農器具置場竣工。
- 1973年（昭和48年）4月 - 川西分校教務関係倉庫竣工。
- 1976年（昭和51年）
  - 3月 - 定時制（夜間部）募集停止。
  - 4月 - 商業科募集停止。
  - 6月 - 校舎改築第1期工事普通教室教練（鉄筋3階建）竣工。
- 1978年（昭和53年）
  - 3月 - 商業科廃止。
  - 7月 - 校舎改築第2期工事特別教室教練（鉄筋3階建）竣工。
- 1979年（昭和54年）
  - 4月 - 県教委指定教育機器研究校に指定される。
  - 8月 - 校舎改築第3期工事本館（鉄筋3階建）竣工。
- 1980年（昭和55年）
  - 9月 - 第2体育館・礼法館竣工。
  - 11月 - 自動車置場完成。
  - 12月 - 前庭完成。
- 1981年（昭和56年）
  - 3月 - 中庭（本館）完成。
  - 6月 - 県教委指定教育機器研究発表会を行う。
  - 8月 - 第1体育館改修。
- 1983年（昭和58年）4月 - 文部省指定格技指導推進校となる。
- 1985年（昭和60年）
  - 4月 - 県教委指定生徒指導研究指定校となる。
  - 11月 - 文部省指定生徒指導研究発表会を行う。
- 1986年（昭和61年）11月 - 県教委指定生徒指導研究発表会を行う。
- 1988年（昭和63年）
  - 4月 - 川西分校を本校へ移転。
  - 11月 - 多目的雨天練習場完成。
- 1989年（平成元年）
  - 4月 - 川西分校の募集停止、武道館完成。
  - 8月 - 防球ネット新設。
  - 9月 - プール改修工事。
- 1990年（平成2年）2月 - クラブハウス竣工。
- 1991年（平成3年）
  - 4月 - 国際サロン設置。
  - 10月 - グラウンド拡幅バックネット改修。
- 1992年（平成4年）
  - 2月 - 第1体育館リフレッシュ工事完了。
  - 3月 - L.L教室設備改修、県教委指定新教育課程推進研究発表会を行う。
- 1993年（平成5年）8月 - 緑陵会館全館改装。
- 1996年（平成8年）8月 - グラウンド改修工事。
- 1997年（平成9年）3月 - ワープロ室設備。
- 1998年（平成10年）
  - 3月 - CAI学習装置整備。
  - 12月 - 本校創立90周年記念事業によりグラウンド照明増設。
- 1999年（平成11年）2月 - テニスコート改修工事竣工。
- 2001年（平成13年）1月 - 生徒教棟リフレッシュ・耐震補強建築工事竣工。
- 2003年（平成15年）9月 - 管理棟耐震補強建築工事竣工。
- 2004年（平成16年）
  - 3月 - 校内LAN整備。
  - 6月 - 1号館普通教室に冷房設置。
- 2005年（平成17年）4月 - 校訓制定。
- 2007年（平成19年）11月 - 福井県視聴覚研究大会を行う。
- 2008年（平成20年）
  - 10月 - 創立100周年記念事業により緑陵会館全館改装。
  - 12月 - 第1体育館耐震補強工事竣工。
- 2011年（平成23年）11月 - 特別教棟防火工事。
- 2012年（平成24年）7月 - 第1被服室に冷房設置。
- 2014年（平成26年）4月 - 家政科募集停止。
- 2015年（平成27年）4月 - 普通科に人間福祉コース・ソフトウェア活用コースを設置。
- 2016年（平成28年）
  - 3月 - 家政科閉科。
  - 9月 - 防球ネット増設。
- 2018年（平成30年）6月 - 本校創立110周年記念事業により冷房設備改修。
- 2019年（平成31年）2月 - 第2体育館リフレッシュ工事竣工。
- 2020年（令和2年）3月 - 地域との協働による高等学校教育改革推進事業（地域魅力化型）に指定される。

## 部活動
- 運動部 - バレーボール、バスケットボール（男）、陸上、ソフトボール（女）、バドミントン、ソフトテニス、卓球、柔道、硬式野球、サッカー、ヨット
- 文化部 - 吹奏楽、美術・漫画研究、書道、写真、茶道、琴、調理、かるた
- 同好会 - 地域探究

## 校歌
作詞：三好達治、作曲：林伯人

## 著名な出身者
- 池田義祐（社会学者、京都大学名誉教授）
- 森田愛子（俳人）
- 中島道子（作家）
- 戸田正寿（アートディレクター）
- 中島孝平（競艇選手、2010年賞金王）
- 横田はるな（シンガーソングライター）
- ヒナタカコ（シンガーソングライター）
- 本根康之（ゲームクリエイター）
- 中野鈴子（詩人）
- 南谷龍（作曲家、編曲家）
- 岡田健志（ナレーター）

## 著名な教職員
- 小野忠弘（美術家、造形作家）